# 기계 학습 알고리즘 목록

## 선수 지식
- 베이즈 이론

## 모형화
- 인공 신경망
- 결정 트리
- 유전 알고리즘 (Genetic Algorithm)
- 유전자 프로그래밍
- 가우스 과정 회귀
- 선형 분별 분석
- K 근접 이웃
- 퍼셉트론
- 방사 기저 함수 네트워크
- 서포트 벡터 머신 (support vector machine)

## 모수추정 알고리즘
- 동적 프로그래밍
- EM 알고리즘

## 생성 모형을 이용한확률 분포 함수의 모형화
- 베이즈 네트워크와 마르코프 임의장을 포함한 그래프 모형

## 근사 추론 기법
- 몬테 카를로 방법

## 같이 보기
- 인공지능의 개요
- 활성화 함수
- 행동 인식
- 알렉스넷
- 알파고
- 알파고 제로
- 개념 학습
- 결정 트리 학습법
- 특징 (기계 학습)
- 하이퍼파라미터 (기계 학습)
- 마르코프 연쇄 몬테카를로
- 마르코프 모형
- 마르코프 네트워크
- 최대 엔트로피 마르코프 모형
- 멀티 암드 밴딧
- 다중 작업 학습
- 멀티모덜 학습
- 무한 언어 학습 시스템
- 유사도 학습
- 통계적 학습이론
- 전이학습
- 손실 함수
- 아파치 플룸
- 아파치 머하웃
- 아파치 스파크
- 단어 가방 모형
- 편향-분산 트레이드오프
- 이항 분류
- 클레버봇
- 인지 컴퓨터
- 지능형 로봇
- 혼동 행렬
- 대응 분석
- 교차타당도
- 차원의 저주
- 다트머스 회의
- 결정 경계
- 덴드로그램
- 차분 진화
- 판별 모델
- 문서 분류
- 진화 알고리즘
- 특징 스케일링
- Fluentd
- Folding@home
- 가우시안 과정
- 일반화 오차
- 생성적 적대 신경망
- 생성 모델
- 유전 알고리즘
- 유전 프로그래밍
- 언어연대학
- 구글 행렬
- 힌지 손실
- 이안 굿펠로우
- 일리야 수츠케버
- 귀납적 편향
- 귀납적 프로그래밍
- 인텔 리얼센스
- 문항 반응 이론
- Jabberwacky
- 자카드 지수
- 줄리아 (프로그래밍 언어)
- 캐글
- 칼만 필터
- 커널 밀도 추정
- 커널 메소드
- 키넥트
- 레이블 데이터
- 언어 모델
- 잠재 디리클레 할당
- 잠재 의미 분석
- 선형 구분 가능
- 매트랩
- Massive Online Analysis
- 평균 제곱 오차
- 미미틱 알고리즘
- 혼합 모델
- 다중 레이블 분류
- 다중 클래스 분류
- 다중서열정렬
- N-그램
- 최근접 이웃 탐색
- 넷마이너
- 뉴럴 디자이너
- 오렌지 (소프트웨어)
- 과적합
- 페이지랭크
- 입자 군집 최적화
- 경로 의존성
- 퍼플렉시티
- 프리즈마
- 프로빗 회귀 모형
- 대기행렬이론
- Quick, Draw!
- R (프로그래밍 언어)
- 래피드마이너
- 레이몬드 카텔
- Robust 주성분 분석
- SAS (소프트웨어)
- 순차적 최소 최적화
- 위치 측정 및 동시 지도화
- 통계적 기계 번역
- 통계 의미론
- 스티븐 울프럼
- 마르코프 행렬
- 구조방정식 모델링
- 구조적 위험 최소화
- 떼 지능
- 토픽 모델
- 벡터 양자화
- 비터비 알고리즘
- 울프럼 언어
- 매스매티카